# Musculus serratus anterior
De musculus serratus anterior behoort tot de spieren van de schoudergordel.
Hij ligt lateraal en zeer diep tegen het ribbenrooster. De voorste getande spier verbindt het schouderblad (Latijn scapula) met de bovenste negen ribben. De spier bestaat uit drie gedeelten genoemd het craniale, het intermediaire en het caudale gedeelte.

## Werking
- Protractie van de scapula, het naar voren en rond om de ribbenkast trekken van het schouderblad, een beweging die de hele schouder en arm naar voren trekt bij het stoten. De voorste getande spier wordt daarom ook wel aangeduid als de bokser-spier.
- Laterorotatie van de scapula, het omhoog draaien van het schouderblad.
- Fixatie (stabilisering) van de scapula tegen de ribben.
- Door elevatie van de ribben draagt de spier bij aan de ademhaling en wordt hij dus gerekend tot hulpademhalingspieren. [3]